# 정종복 (1954년)
정종복(丁宗福, 1954년 11월 20일~)은 대한민국의 법무사 출신 정치인으로, 제9대 부산광역시의 기장군수이다. 2022년 6월 지방 선거에서 당선되었다. 군수 재직 전에는 제4·5·6대 부산광역시의 기장군의원을 지냈다.

## 학력
- 철마국민학교 졸업
- 고등학교 졸업학력 검정고시(합격)
- 동래고등학교 부설 방송통신고등학교 졸업
- 동명대학교 사회복지학과 졸업
- 영산대학교 행정학과 졸업
- 영산대학교 법무대학원 졸업

## 경력
- 육군 만기 제대
- 바르게살기운동중앙협의회 기장군 협의회 회장
- 기장군 생활체육회 부회장
- 민주평화통일자문회의 기장군 협의회 부회장
- 기장중학교 운영위원장
- 부산지방법원 일일법률상담관
- 검찰청 일일법률상담관
- 한나라당 부산시당 해운대구·기장군 을 부위원장
- 부산지방법무사회 기장지부장
- 부산·울산지방검찰청 수사계장
- 기장군 교육경비유치단 부단장
- 기장군 청년연합회 자문위원
- 철마우체국 사환
- 철마우체국 집배원
- 철마우체국 사무장
- 기장우체국 체신협력위원
- 민방위대원소양교육강사
- 한국사회복지사회 기장군 지회장
- 기장고등학교 운영위원회 부위원장
- 동래고등학교 총동창회 부회장
- 기장로타리클럽 부회장
- 기장군 소년소녀합창단 명예단장
- 기장군 노인장기요양보험등급판정위원
- 기장군 여성발전위원회 위원
- 자유총연맹 기장군지회 자문위원
- 2002.07~2006.06 제4대 부산광역시 기장군의회 의원
- 2002.07~2004.07 제4대 부산광역시 기장군의회 전반기 조례심사특별위원회 위원
- 2002.07~2004.07 제4대 부산광역시 기장군의회 전반기 예산심사특별위원회 위원
- 2003.10~2003.10 제4대 부산광역시 기장군의회 조례심사및태풍피해현장조사특별위원회 위원
- 2004.07~2006.06 제4대 부산광역시 기장군의회 후반기 조례·예산등특별위원회 위원
- 2006.07~2010.06 제5대 부산광역시 기장군의회 의원
- 2006.07~2008.07 제5대 부산광역시 기장군의회 전반기 의장
- 2008.07~2010.06 제5대 부산광역시 기장군의회 후반기 조례등심사특별위원회 위원
- 2008.07~2008.10 제5대 부산광역시 기장군의회 후반기 예산심사특별위원회 위원
- 2008.10~2010.06 제5대 부산광역시 기장군의회 후반기 예산결산특별위원회 위원
- 2009.01~2009.01 제5대 부산광역시 기장군의회 민자유치사업심사특별위원회 위원
- 2009.04~2010.06 제5대 부산광역시 기장군의회 후반기 운영행정위원회 위원
- 2009.04~2010.06 제5대 부산광역시 기장군의회 후반기 복지건설위원회 위원
- 2010.07~2014.06 제6대 부산광역시 기장군의회 의원
- 2010.07~2012.07 제6대 부산광역시 기장군의회 전반기 의장
- 2012.07~2014.06 제6대 부산광역시 기장군의회 후반기 복지건설위원회 위원
- 2012.07~2014.06 제6대 부산광역시 기장군의회 후반기 의회운영위원회 간사
- 2012.07~2014.06 제6대 부산광역시 기장군의회 후반기 운영행정위원회 부위원장
- 2012.07~2014.06 제6대 부산광역시 기장군의회 후반기 예산결산특별위원회 부위원장
- 2012.10~2013.01 제6대 부산광역시 기장군의회 원전안전특별위원회 위원장
- 2013.07~2013.07 제6대 부산광역시 기장군의회 일자리창출특별위원회 위원
- 2017.04.24 바른정당 탈당 및 자유한국당 입당
- 정종복 법무사 소장
- 2022.07~2026.06 제9대 부산광역시 기장군수
- 2024.06 ~ : 부산광역시 구청장군수협의회 부회장

## 수상
- 2010 지방의정 봉사대상
- 2013 부산시 기초의회 장애인정책 우수의원
- 2013 위대한 한국인 100인 대상 시상식 의정공직공로부문 우수의정활동공로대상

## 역대 선거 결과
|  | 43.63% |

|  | 9.83% |

|  | 16.91% |

|  | 55.87% |

| 전임 오규석 | 제9대 부산광역시 기장군수(민선) 2022년 7월 1일~ |  |